# みどりII
みどりIIは、日本の地球観測技術衛星II型 (Advanced Earth Observing Satellite II 略称 ADEOS II)。

## 概要
宇宙開発事業団(NASDA)が、2002年（平成14年）12月4日 H-IIAロケット4号機により、種子島宇宙センターから打ち上げられた。地球観測プラットフォーム技術衛星「みどり」（1996年打ち上げ）の後継機で、地球温暖化、オゾン層の破壊、熱帯雨林の減少、異常気象など、地球規模での環境変化の実態把握のためのデータを取得するのが目的としている。ADEOSの後継機として「みどり」の名前を踏襲したが、“新生みどり”“新しい次世代のみどり”との意味から、「2号」ではなく「II」(ツー)と名付けた。2003年4月より、
衛星の設計寿命は3年を予定していたが、2003年（平成15年）10月25日 午前1時15分頃、衛星の太陽電池パドルの発生電力が6kWから1kWに減少し、同日8時55分頃以降、衛星との交信ができなくなり（先代みどりに引き続き）途中で運用を断念した。観測運用の断念日は2003年10月31日。

## 故障と運用中止について
2003年（平成15年）10月25日 午前7時28分頃、データ中継衛星「こだま」を経由した後、埼玉県鳩山町にある地球観測センターで受信する予定だった衛星の地球観測データが受信されなかった。
その為、筑波宇宙センターの衛星担当の職員が衛星の状態を確認する手続きを行い、同日午前8時49分頃、衛星運用状態を確認すると、衛星の電力系に何らかの異常が発生し、観測機器等をオフにした軽負荷モード(異常発生時に、ミッション機器用ヒータやバス機器等必要最低限の機器のみオンにして消費電力を抑えた状態)に移行している事がわかった。その後すぐの同日午前8時55分頃、衛星との通信状態が乱れ始め、それ以降他の通信局でもテレメトリデータを受信することが出来なくなった。
JAXAは衛星から受信したそれまでのテレメトリデータから、太陽電池パドルの発生電力が通常の1/6である、6 kWから1kWに低下していることを突き止め、その後数ヶ月に渡り、コマンド送信や衛星状態の解析などを実施したが、衛星との交信は復旧しなかった。JAXAは衛星のテレメトリデータを解析し、故障の原因の仮説を発表した。仮説はいくつかあるが、どれも、太陽電池から太陽電池パドルと衛星を繋ぐハーネス間で、回路の短絡または開放が起こり、衛星側に送れる電力が低下したというものになっており、スペースデブリが太陽電池パドルに衝突し破断した訳ではないとしている。

## 観測機器

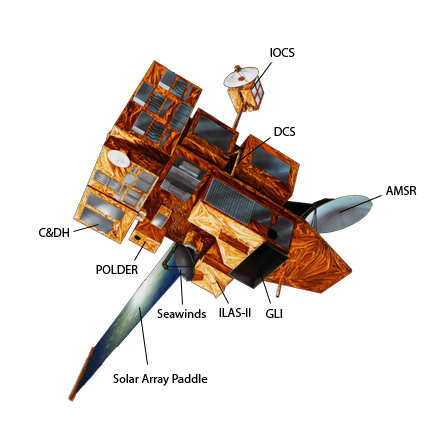

### AMSR（高性能マイクロ波放射計）
地球表面および大気から放射されるマイクロ波を測定し、主に水に関する様々なデータを取得するための観測装置。NASDAが開発。
これの改良版であるAMSR-Eが地球観測衛星「Aqua」に搭載されており、後継機の水循環変動観測衛星「しずく」にはAMSR-Eの改良版のAMSR-2が搭載された。

### GLI（可視赤外イメージング放射計）
地球表面及び雲からの太陽反射光あるいは赤外放射光を観測し、表面温度、植生分布、雪氷分布、クロロフィル濃度、溶存有機物などを高精度に測定することを目的とした光学センサ。NASDAが開発。

### ILAS-II（改良型大気周縁赤外分光計II型）
高緯度地域の成層圏のオゾン層を監視・研究するための大気センサ。みどりオゾン層破壊に関する物理化学現象の科学的解明等を目的としている。環境省が開発。

### SeaWinds（海上風観測装置）
ADEOS搭載のNSCATを継承発展させたもので、マイクロ波の海面による散乱を受信し、これを分析することで海上風の風向、風速などを測定する。NASAが開発。

### POLDER（地表反射光観測装置）
地球表面、雲、海、エアロゾル等で反射される太陽光の偏光、方向性及び分光特性を測定する。フランス国立宇宙研究センター（CNES）が開発。